# Longuevillette
Longuevillette là một xã ở tỉnh Somme, vùng Hauts-de-France, Pháp.
Thị trấn này tọa lạc 16 dặm Anh về phía bắc của Amiens, trên đường D31.

## Dân số
| 1962                                                         | 1968 | 1975 | 1982 | 1990 | 1999 |
| ------------------------------------------------------------ | ---- | ---- | ---- | ---- | ---- |
| 41                                                           | 66   | 58   | 55   | 69   | 60   |
| Số liệu điều tra dân số từ năm 1962, dân số không tính trùng |      |      |      |      |      |